# Loud
A Loud Rihanna barbadosi énekesnő ötödik stúdióalbuma, mely 2010. november 12-én jelent meg a Def Jam Recordings gondozásában. 2010. februárja és augusztusa között tartottak a lemez munkálatai, mialatt a Last Girl on Earth Tour állomásait járta és a Battleship című film forgatásán vett részt. Rihanna rengeteg producerrel dolgozott, a listán többek között StarGate, The Runners, Polow da Don, Tricky Stewart, és Alex da Kid neve olvasható. Számtalan énekes is hozzájárult a Loud alkotásához, így Drake, Nicki Minaj és Eminem vokáljai is hallhatóak a korongon, utóbbi a Love the Way You Lie folytatásának, a Love the Way You Lie (Part II) című dalnak munkálatain vett részt. Britney Spears az S&M egy remixváltozatában kapott szerepet, azonban ez a változat nincs rajta az albumon. A korong hangzásvilága rendkívül különbözik a 2009-es, Rated R című korongtól, mely hiphop, rock és dubstep elemeket tartalmazott. A Loud ellenben tempós popzenékből áll, melyek a dance-pop és electro-R&B elemeitől sem állnak távol. Kivételes felvétel a California King Bed, mely egy rockballada, viszont a reggae stílusú Man Down is egy egyedi dal.
Az album döntő többségében pozitív kritikákat kapott, tempós felvételei és Rihanna vokális teljesítménye miatt. Az amerikai Billboard 200-on harmadik helyen nyitott az első héten, 207 000 eladott példánnyal, ami Rihanna eddigi legmagasabb első heti eladása.
Az albumról hét kislemezt adott ki az énekesnő, közülük három nemzetközileg sikeres: az Only Girl (In the World), What’s My Name? és S&M című felvételek. A lemez promotálása céljából Rihanna koncertkörútja, a Loud Tour során járja be a világot. 2011 decemberéig Rihanna kiadója, a Defjam szerint több, mint 8 000 000 példány kelt el belőle világszerte. Az albumot 3 kategóriában jelölték a 2012-es Grammy díjátadóra, köztük a legfontosabb, az év albuma kategóriában is.

## Háttér

Rihanna a Last Girl on Earth Tour egyik állomásán.

2010-ben egy interjú során Ne-Yo, aki az énekesnő Rated R című albumán is dolgozott többek között, azt nyilatkozta, hogy szerinte teljesen rendben van az, hogy Rihannának van egy új, határozott, egyedi stílusa a következő albumához.

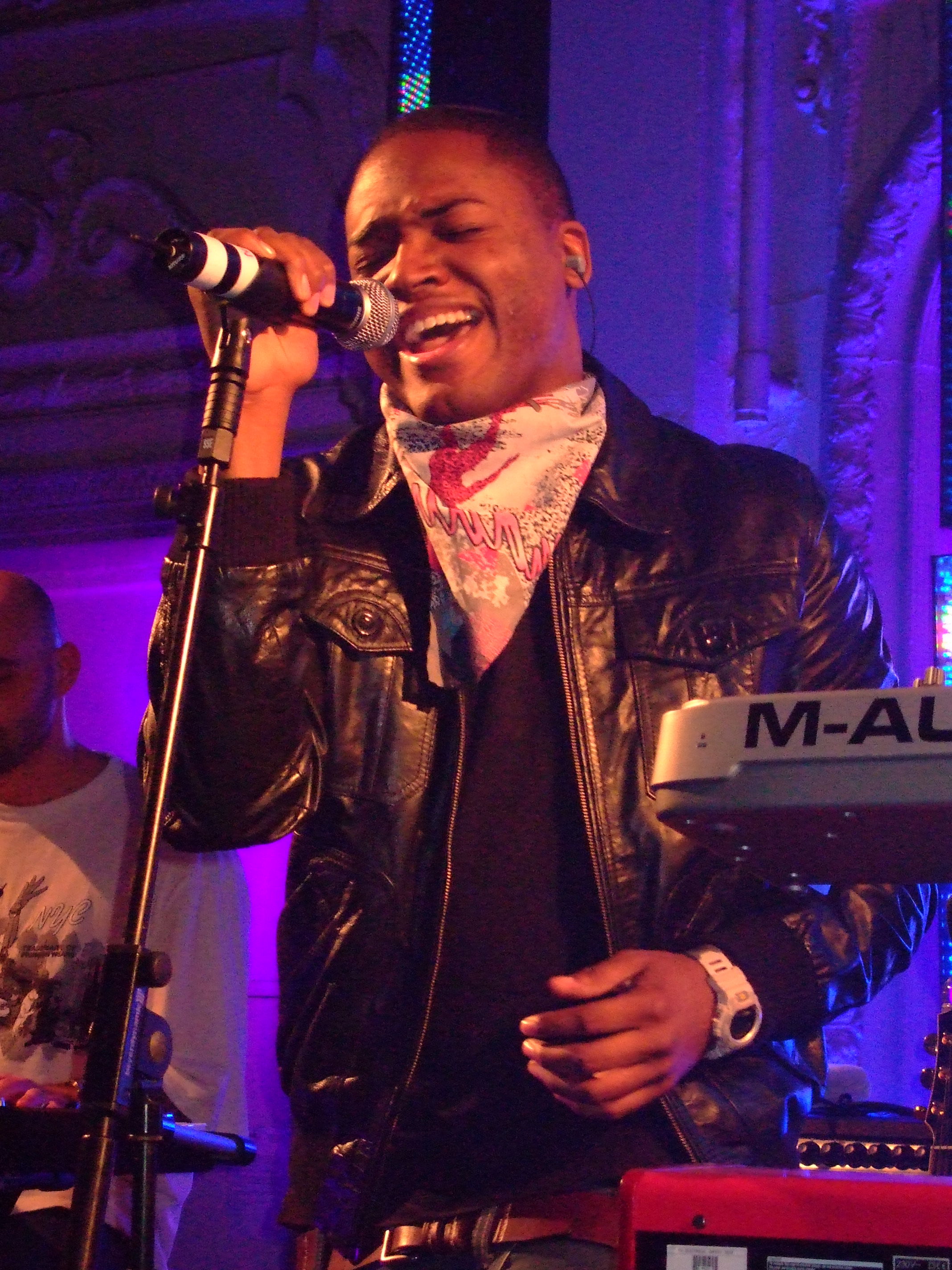
A lemez munkálataiban Taio Cruz is részt vett.

 A 2009-ben megjelent Rated R rendkívül sikeres volt, öt kislemez jelent meg a lemezről, így a Rude Boy, mely rengeteg toplistát "uralt". Hat hónappal a korong megjelenése után kiderült, hogy a karibi híresség már a következő albumát tervezi. Rihanna egy "energikusabb" munkát ígért, mint az azelőttiek.
Erik Hermansen nyilatkozott a munkálatokról: "Rihanna odajött hozzánk, mielőtt elkezdtük az Only Girl (In the World)-öt felvenni, és ezt mondta: 'Remekül érzem magam. Vissza akarok menni szórakozni, vidám és gyors felvételeket akarok készíteni'." Sean Garrett az Umbrella és Rude Boy hangzásvilágához hasonlította az új felvételeket.
A Def Jam (kiadó) alelnöke így nyilatkozott: "Rihanna hihetetlen mértékben halad [...] A határ Michael Jackson Thriller-je." A Loud munkálatai 2010 februárjában kezdődtek, és közel 6 hónapot vett igénybe, mialatt a Last Girl on Earth Tour állomásait járta és a Battleship forgatásán vett részt az énekesnő. A lemezt rengeteg stúdióban vette fel Rihanna: Burst HQ (Milwaukee, Wisconsin) Cahuenga Pass Studio, Larrabee Sound Studios, The Village, Westlake Recording Studios, és East West Studios (Los Angeles, Kalifornia) Effigy Studios, Electric Lady Recording Studios, Platinum Sound Recording Studios, és Roc the Mic Studios (New York), Glenwood Studios (Burbank, Kalifornia), No Excuses Recording Studios (Santa Monica, Kalifornia), The Hit Factory és We the Best Studios (Miami, Florida) Studio at the Palms (Las Vegas, Nevada) és The Bunker Studios (Párizs, Franciaország). Olyan szerzők és producerek dolgoztak az anyagon, mint Taio Cruz, Alex da Kid, Sean Garrett, Ne-Yo, Rico Love, Timbaland, Shontelle, David Guetta és Drake.
2010 szeptemberében egy rajongói webkamerás beszélgetés során Rihanna beszélt a befejezett albumról:
"Felvettem a teljes albumot [...] Mindig megvédtek engem, most kaptok néhány remek dalt [...] Nem akartam visszamenni, és egy új Good Girl Gone Bad-et alkotni. Új lépést akartam tenni Rihanna evolúciójában..."

## Kompozíció

### Inspiráció és hangzás

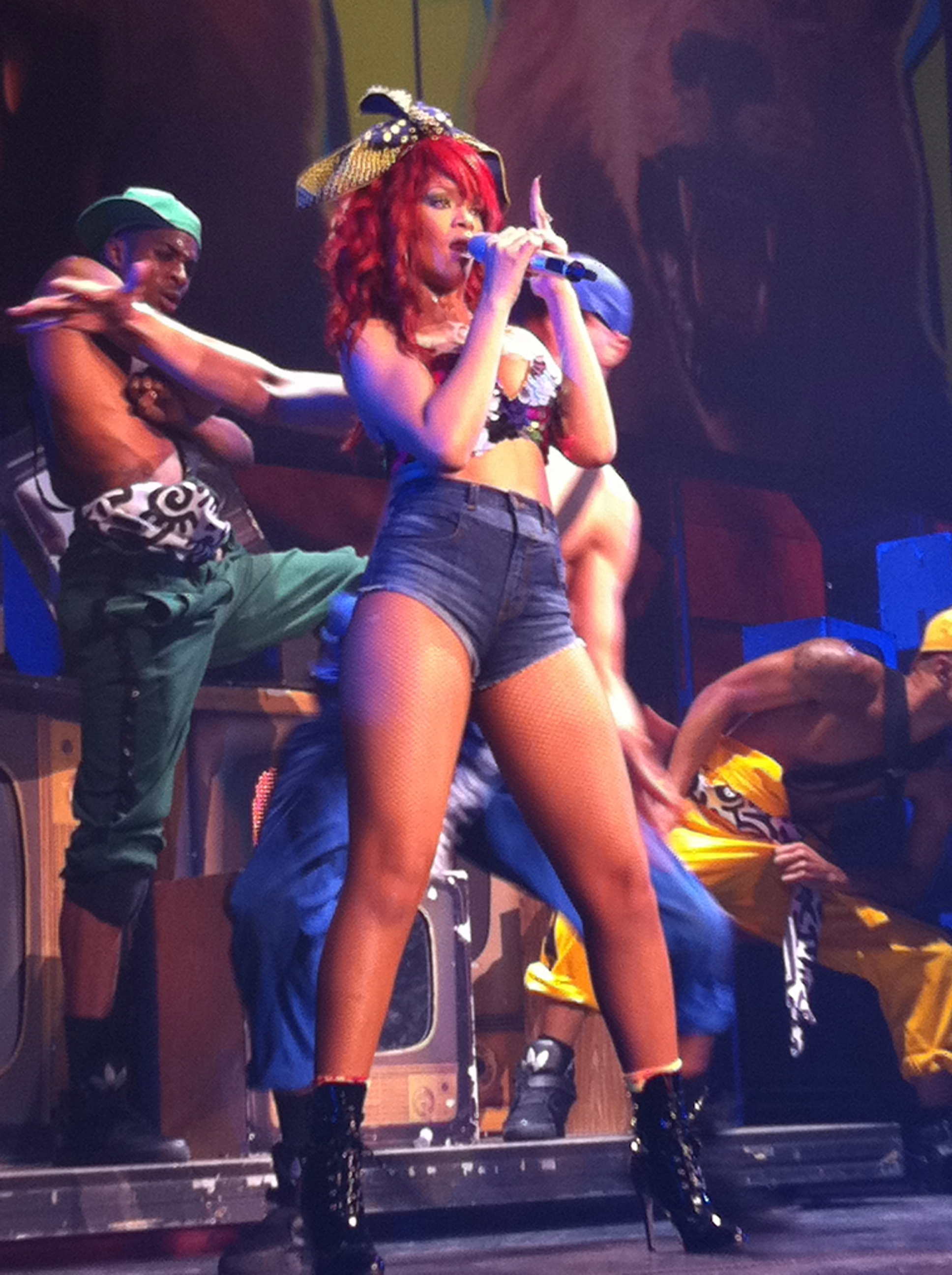
Az énekesnő 2011-ben.

A Loud tempós poposabb hangzású számokból áll, a dance-pop és elektro-R&B műfaja is megjelenik a lemezen, Rihanna dancehall stílusához való visszatérését bizonyítja a Man Down című felvétel. mely stílusa Music of the Sun és A Girl Like Me című albumain jelent meg ezelőtt utoljára. Egy interjú során a barbadosi énekesnő így beszélt a lemezről: "Rihannás számokat akartam erre az albumra, amiket senki más nem tud alkotni. Nem akartam olyan átlagos pop anyagot készíteni, mint amiket Kesha, Lady Gaga vagy éppen Katy Perry is csinál..." Később arról is beszélt, hogy sok dalt a csalódottság inspirált: "Mikor elmész egy klubba, és rossz zenéket hallasz, akkor alkoholos italhoz folyamodsz, hogy jól érezd magad. Utálok számokat átugrani. Olyan albumot akartam alkotni, amit végig lehet hallgatni."

### Zene és dalszöveg
Az album nyitódala az S&M, mely egy tempós eurodance felvétel. A norvég StarGate és Sandy Vee voltak a dal producerei. A Depeche Mode 1984-es Master and Servant című számát idézi, a szadomazochizmusról szól. Andy Kellman dicsérte az S&M-et, szerinte kiemelkedő a Loud többi dance-pop felvételéhez képest.
A What’s My Name? StarGate és segítségével és Drake kanadai rapper közreműködésével készült. A felvétel maga az elektro-R&B stílusjegyeit hordozza magán. Többek szerint Rihanna ezzel visszatért a kezdeti stílusához.
A Cheers (Drink to That) a The Runners produceri munkájával jött létre. A felvétel Avril Lavigne kanadai énekesnő I'm with You című dalából tartalmaz részleteket.
A Fading egy közepes tempójú R&B ballada. Egyesek szerint egy "tipikusan" Rihannásan felénekelt dalról van szó. A dal tartalmaz egy részletet Enya egyik korábbi dalából (One by One) is.
Az Only Girl (In the World) volt az album első kislemeze. A StarGate producerként vett részt a munkálatokban. A szám tempós, dance-pop jegyekből áll, de eurodance elemeket is tartalmaz. A 2011-es Grammy díjátadón a Best Dance Recording kategóriában nyert díjat a dal.
A California King Bed egy rockballada, míg a Man Down a reggae műfaj jellegzetességeit hordozza magán.
A Raining Men Nicki Minaj közreműködésével készült, Rihanna szerint egy vidám, mókás szám. Az Allmusic (weboldal) a lemez gyenge pontjának titulálta ezt a dalt.
A Complicated Tricky Stewart és Ester Dean által jött létre, ők voltak a producerek.
A Skin egy lassabb tempójú szám. A dal szexuális témát dolgoz fel.
A korong utolsó dala Eminem Love the Way You Lie című kislemezének második része (Love the Way You Lie (Part II)), mely Alex da Kid produceri munkája révén jött létre.

## Dallista
|     | Cím                                                  | Szerző(k) | Producer(ek)         | Hossz |
| --- | ---------------------------------------------------- | --- | -------------------- | ----- |
| 1.  | S&M                                                  | Mikkel Eriksen, Tor Hermansen, Sandy Wilhelm, Ester Dean                                                                                              | StarGate, Sandy Vee  | 4:04  |
| 2.  | What’s My Name? (közreműködik Drake)                 | Hermansen, Eriksen, Tracy Hale, Dean, Aubrey Graham                                                                                                   | StarGate             | 4:23  |
| 3.  | Cheers (Drink to That)                               | Andrew Harr, Jermaine Jackson, Stacey Barthe, Laura Pergolizzi, Corey Gibson, Chris Ivery, Lauren Christy, Graham Edwards, Avril Lavigne, Scott Spock | The Runners          | 4:22  |
| 4.  | Fading                                               | Jamal Jones, Dean | Polow da Don         | 3:20  |
| 5.  | Only Girl (In the World)                             | Crystal Johnson, Eriksen, Hermansen, Wilhelm | StarGate, Sandy Vee  | 3:55  |
| 6.  | California King Bed                                  | Harr, Jackson, Priscilla Renea, Alex Delicata | The Runners          | 4:12  |
| 7.  | Man Down                                             | Shama Joseph, Timothy & Theron Thomas, Shontelle Layne                                                                                                | Sham                 | 4:27  |
| 8.  | Raining Men (közreműködik Nicki Minaj)               | Melvin Hough II, Rivelino Wouter, Timothy & Theron Thomas, Onika Maraj                                                                                | Mel & Mus            | 3:45  |
| 9.  | Complicated                                          | Christopher Stewart, Dean | Tricky Stewart, Dean | 4:18  |
| 10. | Skin                                                 | Soundz, Ursula Yancy | Soundz               | 5:04  |
| 11. | Love the Way You Lie (Part II) (közreműködik Eminem) | Alexander Grant, Holly Hafferman, Marshall Mathers | Alex da Kid          | 4:56  |

| 12. | Only Girl (In the World) (The Bimbo Jones Radio) | 3:53 |
| 13. | Only Girl (In the World) (CCW Radio Mix)         | 3:44 |

| 12. | Love the Way You Lie (zongora verzió)                                                | 4:09 |
| 13. | Only Girl (In the World) (videóklip)                                                 | 4:15 |
| 14. | Only Girl (In the World) (Mixin Marc & Tony Svejda Mix Show Edit) (csak előrendelés) | 6:25 |

| 1.  | The Making of Loud: Chapter 1                                                   | 0:48 |
| 2.  | The Making of Loud: Chapter 2 – Raining Men Recording Session                   | 1:32 |
| 3.  | The Making of Loud: Chapter 3 – Man Down Recording Sesson                       | 1:40 |
| 4.  | The Making of Loud: Chapter 4                                                   | 0:30 |
| 5.  | The Making of Loud: Chapter 5 – Live in NYC – Madison Square Garden             | 7:00 |
| 6.  | The Making of Loud: Chapter 6 – Reb'l Fleur Photo Shoot                         | 3:30 |
| 7.  | The Making of Loud: Chapter 7 – Loud Album Art Photo Shoot                      | 1:52 |
| 8.  | The Making of Loud: Chapter 8 – Day One                                         | 3:39 |
| 9.  | The Making of Loud: Chapter 9 – Day Two                                         | 2:48 |
| 10. | The Making of Loud: Chapter 10 – Credits (az Only Girl videóklip werkfilmjével) | 3:05 |

Megjegyzések
- A Cheers (Drink to That) feldolgozza Avril Lavigne I'm With You című dalát.
- A Fading tartalmaz egy részletet Enya One By One című dalából.[37]